# Kaiseregg
De Kaiseregg is een berg gelegen in de Freiburger Alpen in Zwitserland. Hij heeft een hoogte van 2.185 m.

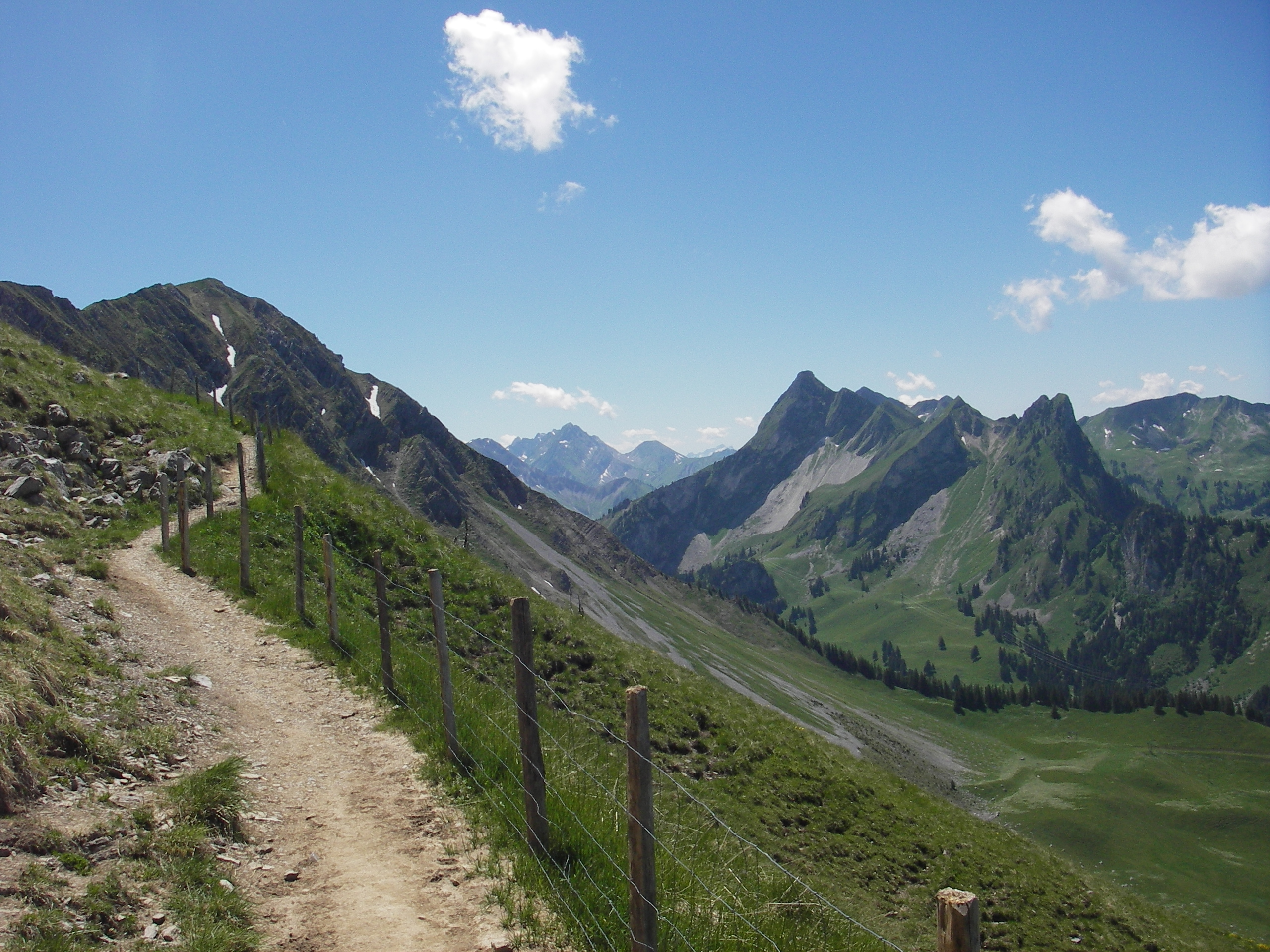
Weg naar Kaiseregg
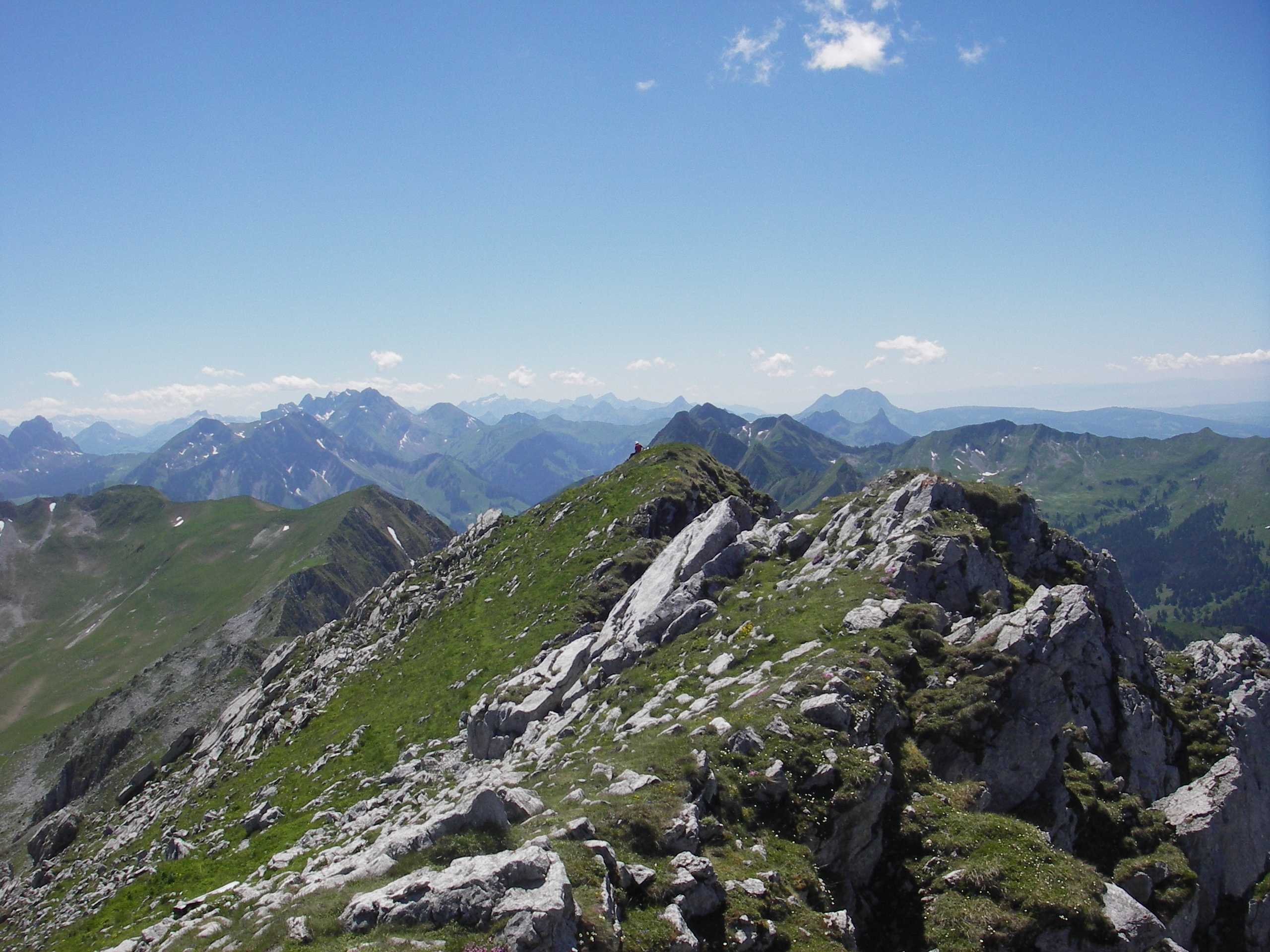
Uitzicht